# Schwindlinge
Die Schwindlinge (Marasmius) sind eine Pilzgattung saprob lebender Blätterpilze aus der Familie der Schwindlingsverwandten, die überwiegend kleine und dünnfleischige Fruchtkörper bilden.
Die Typusart ist der Halsband-Schwindling (Marasmius rotula).

## Merkmale

### Makroskopische Merkmale
Zur Gattung Schwindlinge gehören meist kleine, seltener  mittelgroße Blätterpilze  mit zentralem Stiel. Kennzeichnend für die Gattung ist, dass die Fruchtkörper bei Trockenheit einschrumpfen (Marzeszenz) und bei Feuchtigkeit wieder aufleben können, worauf der deutsche Name der Gattung hinweist. Die Lamellen können reduziert sein, manche Arten bilden ein  Collar. Das Sporenpulver ist weiß.

### Mikroskopische Merkmale
Die Sporen sind glatt, farblos und inamyloid. In der Regel sind Zystiden vorhanden. Die Hyphen weisen meist Schnallen auf.

## Ökologie
Die Schwindlinge sind Saprobionten, die auf Sonderstandorten in der Streuauflage des Bodens oder als Holzzersetzer leben. Einige Schwindlingsarten sind sehr stark auf ein Substrat spezialisiert, so kommt der Stechpalmen-Schwindling (Marasmius hudsonii) nur auf abgefallenen Blättern der Stechpalme vor, der Efeu-Schwindling (Marasmius ephylloides) besiedelt ausschließlich Efeublätter.

## Arten

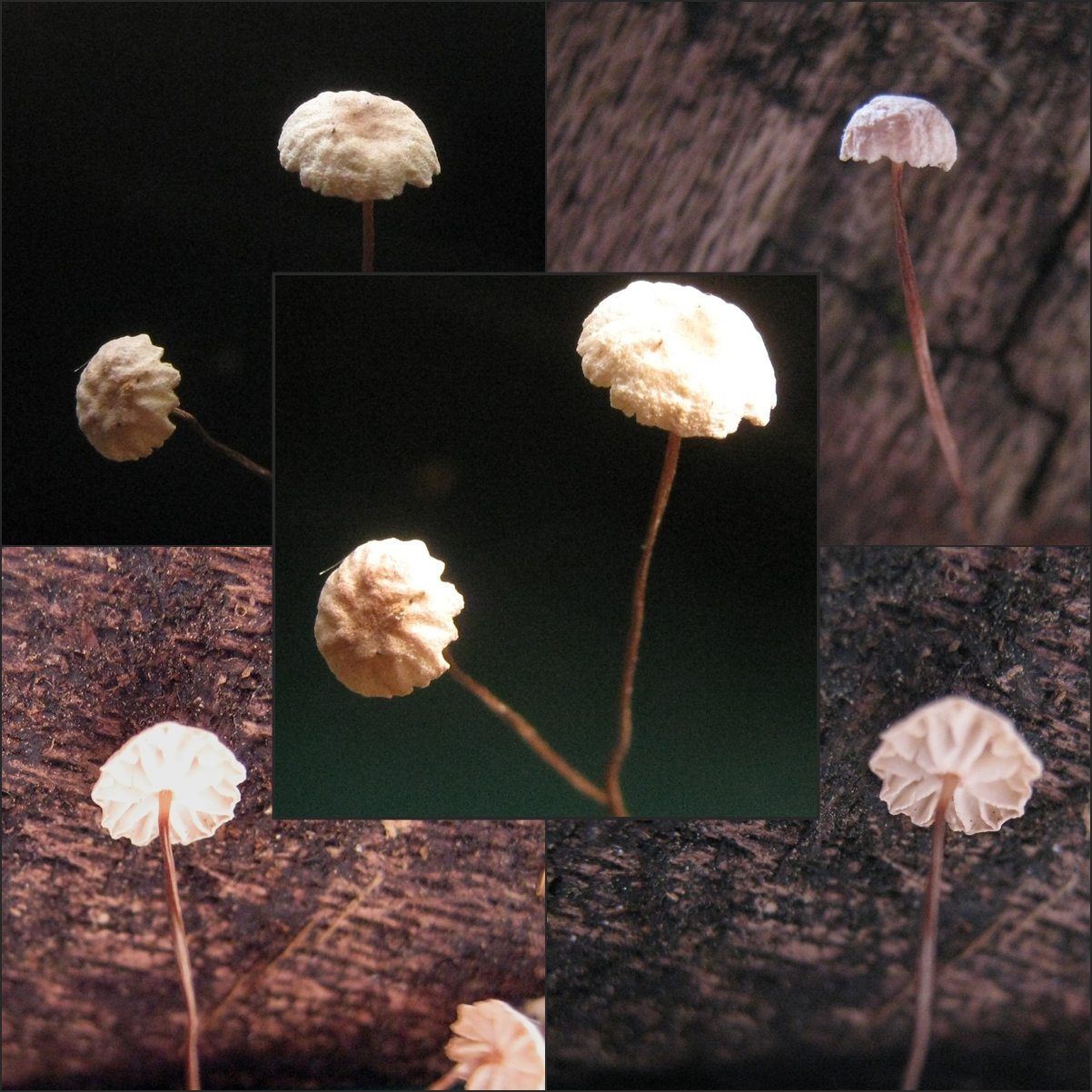
Laubstreu-Käsepilzchen Marasmius bulliardii
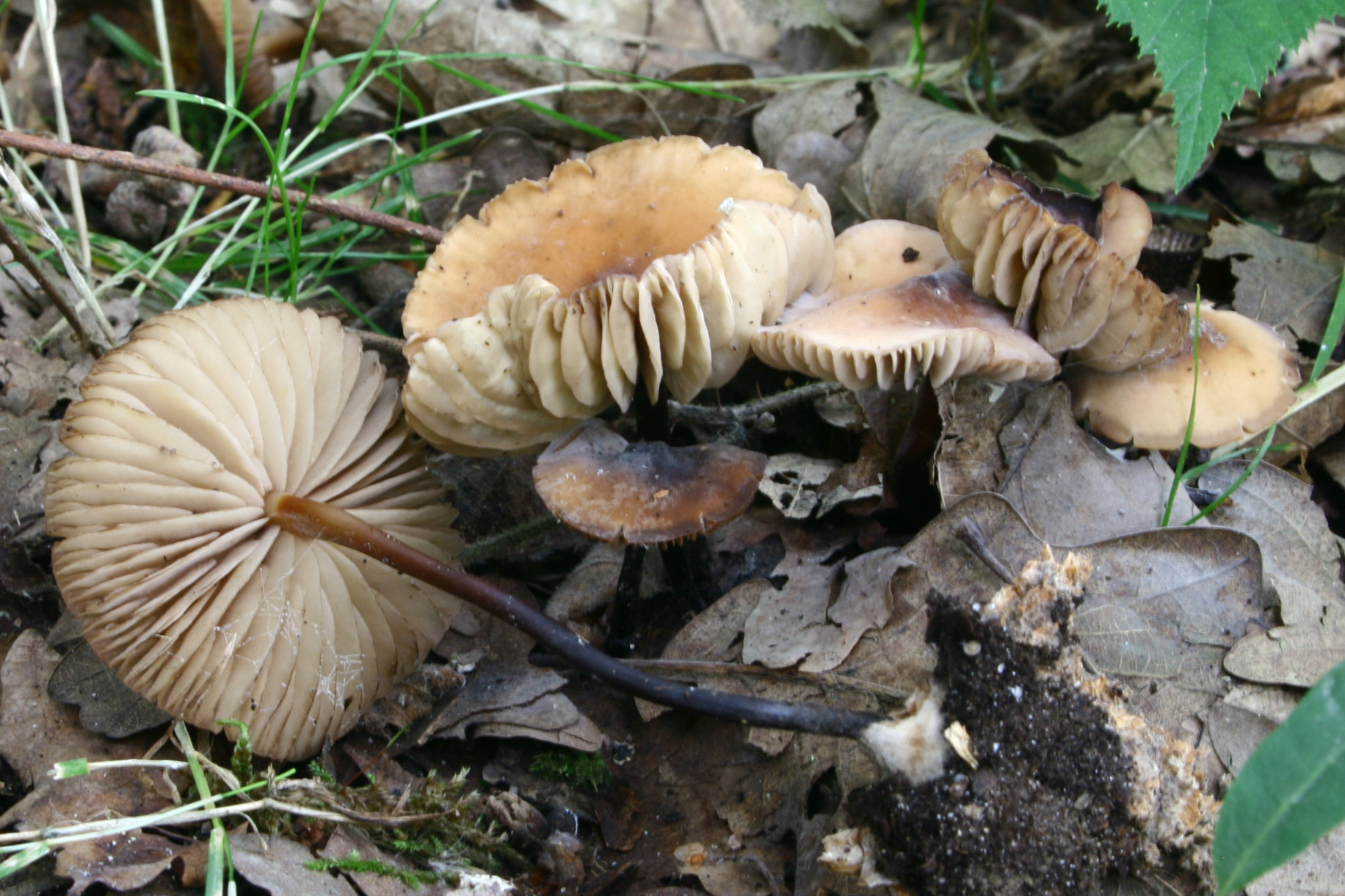
Hornstieliger Schwindling Marasmius cohaerens
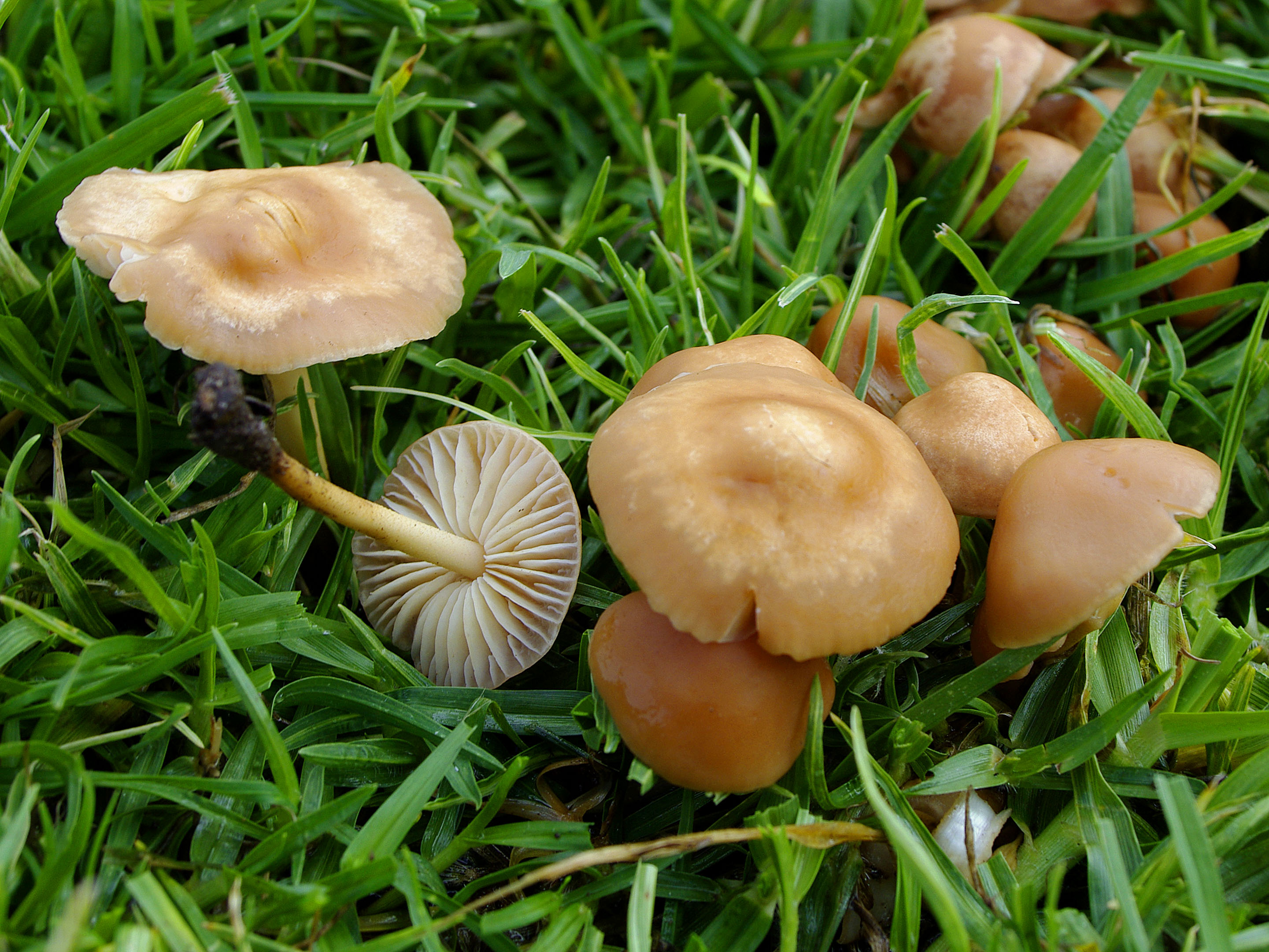
Nelken-Schwindling Marasmius oreades
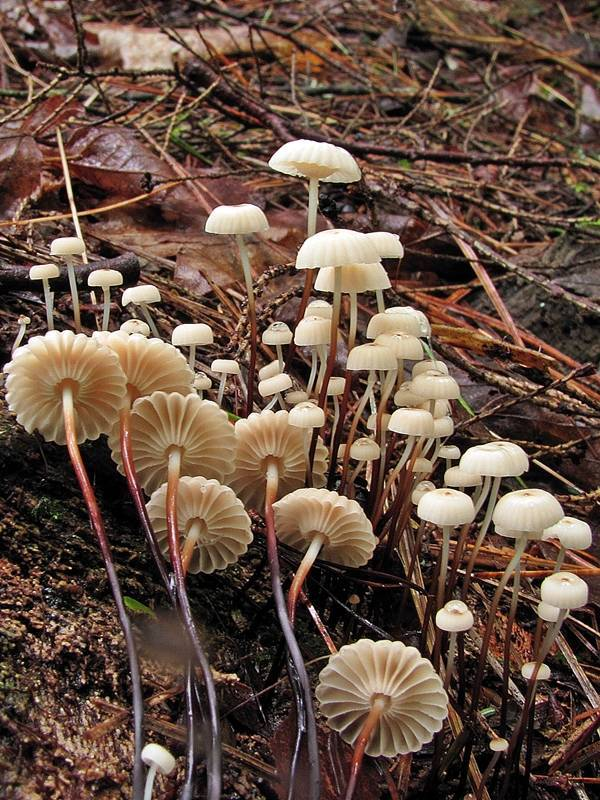
Halsband-Schwindling Marasmius rotula
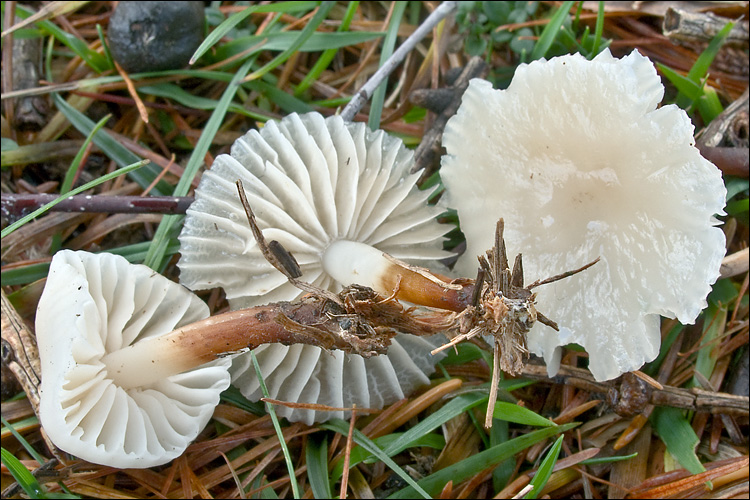
Violettlicher Schwindling Marasmius wynneae

Weltweit umfasst die Gattung etwa 350 Arten. In Europa kommen rund 50 Arten und Varietäten vor bzw. sind dort zu erwarten:
| Schwindlinge (Marasmius) in Europa |                                                    |                                                 |
| \| Deutscher Name \| Wissenschaftlicher Name \| Autorenzitat \| \| ----------------------------- \| -------------------------------------------------- \| ----------------------------------------------- \| \| Grünerlenblatt-Schwindling \| Marasmius alniphilus \| J. Favre 1952 \| \| Braunschneidiger Schwindling \| Marasmius anisocystidiatus \| Antonín, Desjardin & H. Gsell 1992 \| \| Trockenrasen-Schwindling \| Marasmius anomalus \| Lasch 1854 \| \| \| Marasmius anomalus var. microsporus \| (Maire 1908) Antonín 1988 \| \| Laubstreu-Käsepilzchen \| Marasmius bulliardii (beschrieben als „bulliardi“) \| Quélet 1877 \| \| Buchsblatt-Schwindling \| Marasmius buxi \| Fries in Quélet 1872 \| \| \| Marasmius castaneophilus \| Işıloğlu, Alli, Solak & Watling 2009 \| \| \| Marasmius celtibericus \| G. Moreno & Raitviir 1998 \| \| Hornstieliger Schwindling \| Marasmius cohaerens \| (Persoon 1801 : Fries 1821) Cooke & Quélet 1878 \| \| Hügel-Schwindling \| Marasmius collinus \| (Scopoli 1772 : Fries 1821) Singer 1942 \| \| Zweifarbiger Schwindling \| Marasmius corbariensis \| (Roumeguère 1880) Saccardo 1911 \| \| Lamellenloser Schwindling \| Marasmius cornelii \| Læssøe & Noordeloos 1987 \| \| Orangerötlicher Schwindling \| Marasmius curreyi \| Berkeley & Broome 1879 \| \| Silberwurz-Schwindling \| Marasmius epidryas \| Kühner 1936 ex A. Ronikier 2009 \| \| Efeublatt-Schwindling \| Marasmius epiphylloides \| (Rea 1911) Saccardo & Trotter 1925 \| \| Aderblättriger Schwindling \| Marasmius epiphyllus \| (Persoon 1801 : Fries 1821) Fries 1838 \| \| Pappelblatt-Schwindling \| Marasmius favrei \| Antonín 1991 \| \| \| Marasmius hellebori-corsici \| Romagnesi 1978 \| \| Stechpalmen-Schwindling \| Marasmius hudsonii (beschrieben als „hudsoni“) \| (Persoon 1801 : Fries 1821) Fries 1838 \| \| Schilf-Schwindling \| Marasmius limosus \| Quélet 1877 \| \| Winziger Schwindling \| Marasmius minutus \| Peck 1875 \| \| Nelken-Schwindling \| Marasmius oreades \| (Bolton 1791 : Fries 1821) Fries 1836 \| \| Halsband-Schwindling \| Marasmius rotula \| (Scopoli 1772 : Fries 1821) Fries 1838 \| \| Netzaderiger Schwindling \| Marasmius saccharinus \| (Batsch 1786) Fries 1838 \| \| Nördlicher Schwindling \| Marasmius siccus \| (Schweinitz 1822 : Fries 1832) Fries 1838 \| \| Kompost-Schwindling \| Marasmius skalae \| Antonín 1988 \| \| Leistenblättriger Schwindling \| Marasmius tenuiparietalis \| Singer 1969 \| \| Fallschirm-Schwindling \| Marasmius teplicensis \| Antonín & Skála 1993 \| \| Ledergelber Schwindling \| Marasmius torquescens \| Quélet 1872 \| \| Gelbblättriger Schwindling \| Marasmius ventalloi \| Singer 1947 \| \| Nadelstreu-Käsepilzchen \| Marasmius wettsteinii \| Saccardo & P. Sydow 1899 \| \| Violettlicher Schwindling \| Marasmius wynneae (beschrieben als „wynnei“) \| Berkeley & Broome 1859 \| |                                                    |                                                 |
| Deutscher Name | Wissenschaftlicher Name                            | Autorenzitat                                    |
| Grünerlenblatt-Schwindling | Marasmius alniphilus                               | J. Favre 1952                                   |
| Braunschneidiger Schwindling | Marasmius anisocystidiatus                         | Antonín, Desjardin & H. Gsell 1992              |
| Trockenrasen-Schwindling | Marasmius anomalus                                 | Lasch 1854                                      |
| | Marasmius anomalus var. microsporus                | (Maire 1908) Antonín 1988                       |
| Laubstreu-Käsepilzchen | Marasmius bulliardii (beschrieben als „bulliardi“) | Quélet 1877                                     |
| Buchsblatt-Schwindling | Marasmius buxi                                     | Fries in Quélet 1872                            |
| | Marasmius castaneophilus                           | Işıloğlu, Alli, Solak & Watling 2009            |
| | Marasmius celtibericus                             | G. Moreno & Raitviir 1998                       |
| Hornstieliger Schwindling | Marasmius cohaerens                                | (Persoon 1801 : Fries 1821) Cooke & Quélet 1878 |
| Hügel-Schwindling | Marasmius collinus                                 | (Scopoli 1772 : Fries 1821) Singer 1942         |
| Zweifarbiger Schwindling | Marasmius corbariensis                             | (Roumeguère 1880) Saccardo 1911                 |
| Lamellenloser Schwindling | Marasmius cornelii                                 | Læssøe & Noordeloos 1987                        |
| Orangerötlicher Schwindling | Marasmius curreyi                                  | Berkeley & Broome 1879                          |
| Silberwurz-Schwindling | Marasmius epidryas                                 | Kühner 1936 ex A. Ronikier 2009                 |
| Efeublatt-Schwindling | Marasmius epiphylloides                            | (Rea 1911) Saccardo & Trotter 1925              |
| Aderblättriger Schwindling | Marasmius epiphyllus                               | (Persoon 1801 : Fries 1821) Fries 1838          |
| Pappelblatt-Schwindling | Marasmius favrei                                   | Antonín 1991                                    |
| | Marasmius hellebori-corsici                        | Romagnesi 1978                                  |
| Stechpalmen-Schwindling | Marasmius hudsonii (beschrieben als „hudsoni“)     | (Persoon 1801 : Fries 1821) Fries 1838          |
| Schilf-Schwindling | Marasmius limosus                                  | Quélet 1877                                     |
| Winziger Schwindling | Marasmius minutus                                  | Peck 1875                                       |
| Nelken-Schwindling | Marasmius oreades                                  | (Bolton 1791 : Fries 1821) Fries 1836           |
| Halsband-Schwindling | Marasmius rotula                                   | (Scopoli 1772 : Fries 1821) Fries 1838          |
| Netzaderiger Schwindling | Marasmius saccharinus                              | (Batsch 1786) Fries 1838                        |
| Nördlicher Schwindling | Marasmius siccus                                   | (Schweinitz 1822 : Fries 1832) Fries 1838       |
| Kompost-Schwindling | Marasmius skalae                                   | Antonín 1988                                    |
| Leistenblättriger Schwindling | Marasmius tenuiparietalis                          | Singer 1969                                     |
| Fallschirm-Schwindling | Marasmius teplicensis                              | Antonín & Skála 1993                            |
| Ledergelber Schwindling | Marasmius torquescens                              | Quélet 1872                                     |
| Gelbblättriger Schwindling | Marasmius ventalloi                                | Singer 1947                                     |
| Nadelstreu-Käsepilzchen | Marasmius wettsteinii                              | Saccardo & P. Sydow 1899                        |
| Violettlicher Schwindling | Marasmius wynneae (beschrieben als „wynnei“)       | Berkeley & Broome 1859                          |

- Laubstreu-Käsepilzchen
Marasmius bulliardii
- Hornstieliger Schwindling
Marasmius cohaerens
- Nelken-Schwindling
Marasmius oreades
- Halsband-Schwindling
Marasmius rotula
- Violettlicher Schwindling
Marasmius wynneae

## Systematik
Einige Arten, die früher als Schwindlinge galten, wurden inzwischen anhand phylogenetischer Untersuchungen in andere Gattungen ausgegliedert. Es stellte sich heraus, dass sie nur entfernt verwandt sind und in die Familie Omphalotaceae gestellt werden müssen. Dazu gehören zum Beispiel die nach Knoblauch riechenden Arten wie der Langstielige (Mycetinis alliaceus) und der Echte Knoblauchschwindling (Mycetinis scorodonius), sowie einige kleine Arten wie der Nadel-Stinkschwindling (Paragymnopus perforans) und der Rosshaar-Schwindling (Gymnopus androsaceus).
Der Niederliegende Schwindling (Rhizomarasmius setosus) gehört in die Familie Physalacriaceae und steht dort in der Gattung Rhizomarasmius.

## Bedeutung
Aufgrund ihrer Größe kommen nur wenige Schwindlinge wie der Nelken-Schwindling (Marasmius oreades) als Speisepilze in Betracht. Der Nelken-Schwindling wird zuweilen wegen Bildung von Hexenringen und Verfärbungen in Zierrasen als Schadpilz betrachtet.